# 水城武彦
水城 武彦（みずしろ たけひこ、1939年10月22日 - 2008年3月6日）は、日本の経済ジャーナリスト。NHK記者、解説委員。

## 生涯
長野県松本市で生まれる。長野県松本深志高等学校を経て早稲田大学法学部を卒業後、1963年にNHK入局。早稲田大学では雄弁会に所属していた。
初任地は鳥取局で、その後は東京、大阪局時代を挟んで本部勤務となる。東京・大阪では経済問題一筋。報道局経済部副部長にも就いた。1985年4月、解説委員に就任。
1988年4月から1993年3月までの5年間、『NHK経済マガジン』の司会を務め、お茶の間に親しまれた。定年退職後は本格的に経済評論家としての活動に転じ、経済ジャーナリズムの世界で精力的に活動していた。
2004年、政府の証券取引等監視委員会委員に就任、2007年まで務めた。任期中に手掛けたのがライブドア事件、村上ファンド事件である。
2008年4月1日付で故郷松本市にある松本大学学長に内定し、その後正式に就任する予定であったが、正式決定を目前にして悪性リンパ腫の為、2008年3月6日に死去。68歳没。

## エピソード
- 趣味はカラオケ。演歌のレパートリーは500曲以上。

## 著書
- 日本の選択シリーズ『金融小国ニッポンの悲劇』（角川文庫）
- 『日本株式会社の昭和史～官僚支配の構図』（創元社）